# 1983 en sports équestres
Chronologie des sports équestres
- 1982 en sports équestres - 1983 en sports équestres - 1984 en sports équestres

Cet article présente les faits marquants de l'année 1983 en sports équestres.

## Événements

### Avril
- avril 1983 : la finale de la coupe du monde de saut d'obstacles 1982-1983 est remportée par Norman Dello Joio et I Love You[1].

### Septembre
- 1er septembre 1983 : 16e édition du championnat d'Europe de concours complet d'équitation 1983 à Frauenfeld (Suisse) qui est remportée par Rachel Bayliss sur Mystic Minstrel en individuel et par l'équipe de Suède[2].

### Année
- 17e édition des championnats d'Europe de saut d'obstacles à Hickstead (Royaume-Uni).
- 11e édition des championnats d'Europe de dressage 1983 à Aix-la-Chapelle (Allemagne de l'Ouest).
- première édition du championnat du monde d'attelage en paire.